# Лозановка
Лозановка (на украински: Лозанівка, на руски: Лозановка) е село в Украйна, разположено в Приморски район, Запорожка област. През 2001 година населението му е 484 души.